# HD23393
HD23393 — хімічно пекулярна зоря спектрального класу F0, що має видиму зоряну величину в смузі V приблизно  8,2.
Вона  розташована на відстані близько 762,0 світлових років від Сонця.

## Пекулярний хімічний вміст
Зоряна атмосфера HD23393 має підвищений вміст 
Cr
.